# 고성중학교 (강원)
고성중학교(高城中學校)는 대한민국 강원특별자치도 고성군 간성읍 상리에 있는 공립 중학교이다.

## 학교 연혁
- 1955년 3월 29일 : 고성중학교 설립인가(3학급)
- 1955년 5월 25일 : 개교
- 1992년 3월 1일 : 12학급 인가
- 2005년 3월 1일 : 특수학급 신설
- 2024년 1월 5일 : 제68회 졸업(67명, 누계 11,167명)
- 2025년 3월 1일 : 제29대 박명선 교장 부임
- 2025년 3월 4일 : 제72회 입학식(75명)

## 참고 자료
- 고성중학교 - 한국교육학술정보원 학교알리미